# Jean-Paul Troadec
 (juin 2025).
Motif : Bandeau de maintenance technique au regard de Discussion:Jean-Paul Troadec/Admissibilité, certes ancien (2012).
- Archive Wikiwix
- Bing
- Cairn
- DuckDuckGo
- E. Universalis
- Gallica
- Google
- G. Books
- G. News
- G. Scholar
- Persée
- Qwant
- (zh) Baidu
- (ru) Yandex
- (wd) trouver des œuvres sur Wikidata

| 1. | Préciser le motif de la pose du bandeau. | Précisez le motif de la pose du bandeau en utilisant la syntaxe suivante : {{admissibilité à vérifier\|date=août 2025\|motif=remplacez ce texte par le motif}}                         |
| 2. | Informer les utilisateurs concernés.     | Pensez à avertir le créateur de l'article, par exemple, en insérant le code ci-dessous sur sa page de discussion : {{subst:avertissement admissibilité à vérifier\|Jean-Paul Troadec}} |

 (août 2025).
Jean-Paul Troadec (né le 14 octobre 1948 à Saint-Renan, dans le Finistère) est un ingénieur aéronautique et haut fonctionnaire français. Il a dirigé le Bureau d'enquêtes et d'analyses pour la sécurité de l'aviation civile (BEA), l'organisme français chargé des enquêtes sur les accidents aériens.

## Biographie
Jean-Paul Troadec est diplômé de l’École polytechnique (promotion X 1967) et de l’École nationale de l’aviation civile (promotion IAC 1970). Il commence sa carrière en 1972 comme ingénieur au bureau de la certification de la Direction générale de l'Aviation civile (DGAC).
En 1975, il devient chef du département « moteurs et recherche ». En 1980, il rejoint le département « homologation du matériel, mesures de pollution et de bruit », puis il est nommé responsable du département des moteurs Airbus et CFM56. De 1985 à 1993, il dirige le Service d'exploitation de la formation aéronautique (SEFA).
En 1993, il est nommé chef du service de la circulation aérienne, puis, jusqu’en 2002, il dirige le département des ressources humaines. En 2002, il rejoint le Ministère de l'Écologie, du Développement durable, des Transports et du Logement.
Il est nommé chef du Bureau d'enquêtes et d'analyses pour la sécurité de l'aviation civile (BEA) en 2009, succédant à Paul-Louis Arslanian,.

## Qualifications aéronautiques
- Brevet militaire de parachutiste
- Licence de pilote professionnel avec qualification de vol aux instruments (avion multimoteur)

## Distinctions
- Chevalier de la Légion d'honneur
- Officier de l'ordre national du Mérite[7]
- Médaille de l'Aéronautique